# شته سبز هلو
شته سبز هلو (نام علمی: Myzus persicae) (به انگلیسی: Green peach aphid) در ایران شته مزبور با حمله به برگ درختان هلو، سیب، گیلاس، زردآلو و نیز گیاهانی نظیر گوجه فرنگی، سیب‌زمینی، توتون، بادمجان، پنبه، ترب، کرفس، کاهو و آفتابگردان سبب پیچیدگی آن شده و خسارت بسیار شدیدی به بار می‌آورد. خسارت این حشره در درختان بادام شدید است.
اگر چه بسیاری از شته‌ها برای تولید مثل تخم می‌گذارند اما برخی از شته‌ها روند تولید مثل غیر معمولی دارند. این حشره تولید مثل جنسی و غیرجنسی دارد. در تولید مثل جنسی تخم تولید می‌شود اما گاهی نیز نیمف زنده به دنیا می‌آورند.
تخم‌ها زمستان گذرانی می‌کنند و با رسیدن بهار تبدیل به حشرات ماده بالدار و یا بدون بال می‌شوند.
گاهی در جمعیت انبوه شته‌ها فقط جنس ماده وجود دارد و آنها با استفاده از شیوه غیرجنسی تکثیر می‌کنند و نیازی به جنس نر ندارند.
حشرات ماده با روش‌هایی که بکرزایی زنده‌زایی نامیده می‌شود و از شیوه‌های غیرجنسی است به تولیدمثل ادامه می‌دهند.
در روش بکرزایی تخم‌ها در بدن شته‌های ماده به وجود می ایند و حشرات تولید شده از نظر ژنتیکی دقیقاً شبیه حشره مادر است.
در روش زنده‌زایی نیمف (شفیره) در بدن حشره ماده شکل می‌گیرد و از ان خارج می‌شود. شفیره‌ها دقیقاً شبیه شته اما از نظر اندازه کوچکتر از آنان هستند. این روش‌ها در طی تابستان ادامه می‌یابد هر نسل در حدود ۴۰-۲۰ روز زندگی می‌کند. بنابراین یک شته ماده که در فصل بهار از تخم به دنیا می‌آید در طی تابستان می‌تواند باعث و بانی تولید هزاران شته دیگر باشد.
با فرارسیدن فصل پاییز و به دلیل عواملی همچون کاهش دما و یا تغییرات در کیفیت شیره گیاهی شته‌های ماده علاوه بر جنس ماده جنس نر را از طریق بکرزایی نیز تولید می‌کنند.با حضور هر دو جنس نر و ماده تولیدمثل به شکل جنسی و با تولید تخم صورت می‌گیرد تخم‌ها توانایی گذران زمستان را دارند و با امدن فصل بهار شته‌های ماده بالدار و یا بدون بال از آنان بیرون می ایند و دوباره این چرخه طی می‌شود.(majid s)

## آفت لاله
شته سبز هلو بر روی سطح زیرین برگ یا ساقه لاله به صورت انگل زندگی کرده و به گیاه زیان می‌رساند. طول بدن این حشره در حدود ۲ میلی‌متر است و به رنگ‌های سفید، زرد و سبز مایل به زرد دیده می‌شود.